# Jan Truhlář
Jan Truhlář (6. července 1928 Praha – 8. února 2007 Linz) byl český hudební skladatel, kytarista a pedagog.

## Život
Hudební cítění zdědil po rodičích, od roku 1934 studoval klavírní hru v Plaňanech u Kolína.
Po studiu na Státním reálném gymnáziu v Českém Brodě a Vyšší zemské průmyslové škole chemické v Kolíně (1943-47) složil úspěšně přijímací zkoušku na AMU v Praze (1948), ale pro negativní postoj k lidově demokratickému zřízení zde nesměl nastoupit. Téhož roku byl přijat na Pražskou konzervatoř obor kytara, kde studoval u Štěpána Urbana (1948-51) spolu s Milanem Zelenkou, Jiřím Jirmalem a Arnoštem Sádlíkem. Zde započal se studiem kompozice u Františka Píchy (1949-53), přičemž také navštěvoval přednášky Aloise Háby o čtvrttónové hudbě. V roce 1953 byl přijat na AMU, kde studoval skladbu pod vedením prof. Pavla Bořkovce, teorii u Karla Janečka a Václava Trojana, a klavírní hru u Zuzany Růžičkové. V roce 1957 absolvoval "Koncertem pro flétnu, kytaru, a orchestr" a v roce 1959 zde úspěšně promoval.
Od roku 1956-62 vyučoval v Praze v kurzech Osvětové besedy hru na kytaru a po té nastoupil v Prešově na místo korepetitora baletu v Divadle Jonáše Záborského (1962-68). Roku 1964 byl přijat do Svazu československých skladatelů a roku 1966 pedagogicky působil na konzervatoři v Košicích jako profesor hudební teorie. Roku 1968 se vrací zpět do Prahy, kde pracuje jako skladatel a vykonává různorodou práci pro divadla, rozhlas a televizi. V roce 1975 vyučoval na Pražské konzervatoři předměty zaměřené na klasickou kytaru jako improvizaci, hru z listu, komorní hudbu a teorii a dějiny kytary. Roku 1981 se Jan Truhlář rozhodl s celou rodinou emigrovat do Rakouska, kde nejprve vyučoval na hudební škole v Pergu a od roku 1982 i v Linci /Rakouské státní občanství získal v r.1988/. Po listopadu 1989 vyučoval na konzervatoři v Českých Budějovicích hru na kytaru (1989-91).

## Tvorba
Na přelomu 40.-50. let komponuje v pozdně romantickém stylu (navazuje na Sukovskou harmonii) v tonální, ovšem disonancemi obohacené harmonii. V jeho skladbách se tak objevuje více diatonicky vedená modální melodika, často oscilující mezi dur-mollovou tóninou. Od počátku komponuje skladby pro klasickou kytaru, kterou spojuje s nejrůznějšími nástroji. Od roku 1967 komponuje také skladby pro akordeon, který zastává (stejně jako kytara) v Truhlářově tvorbě důležité místo. Počátkem 60. let dochází v Truhlářově kompoziční technice k výraznému zlomu, když přechází od klasických postupů k dodekafonní a seriální hudbě (obvykle se jedná o volně aplikované principy dodekafonních řad - užitá atonalita tak přináší novou zvukovost). Počátkem 70. let kombinuje prokomponované úseky s úseky čistě aleatorními (vypsanou, převážně řízenou aleatorikou s akordy clusterového typu). Kombinuje avantgardní prvky s lidovou slovesností a prvky postmoderní. Truhlář ve svých skladbách usiluje o srozumitelnost a osobitost. Rád kombinuje nejrůznější instrumenty – především kytaru s akordeonem. Jeho dílo čítá na 200 skladeb pro nejrůznější nástrojová obsazení. Truhlářova kompoziční vynalézavost poukazuje na nové vyjadřovací prostředky (netónové – konkrétní hudby) a nová východiska.

## Ocenění
- 1963 – 1. místo v mezinárodní kytarové soutěži (ORTF Paříž) za "Kvartet pro flétnu, violu, violoncello a kytaru."
- 1964 – 2. místo v mezinárodní kytarové soutěži (ORTF Paříž) za "Koncert pro kytaru a orchestr" (sólista - N. Yepes).
- 1964 – 1. místo na soutěži v Bratislavě za skladbu "Zatichol dom" pro chrámový sbor.
- 1982 – 3. místo v celostátní skladatelské soutěži 1983 (Vídeň) za "Linecké monology".
- 1989 – Ocenění za skladbu "Resonance pro violu, vibrafon a akordeon" v soutěži Le prix de L′Academie d'accordeon des Alpes de Haute-Provence (Paříž).

## Seznam skladeb
- op.1 Dechový kvintet (1957)
- op.2 Romance o králi Ječmínkovi, pro smíšený sbor (1957)
- op.2a Dětská suita pro velký symfonický orchestr (1960, rev. 1962)
- op.3 Rondo scherzoso pro violoncello a orchestr (1958)
- op.4 Koncert pro lesní roh a orchestr (1959)
- op.5 Z čistého srdce. Tři skladby pro dětský sbor a klavír (1959)
- op.6 Koncert č. 1 pro kytaru a orchestr (1959)
- op.7 Sonáta pro dvě kytary (1960)
- op.8 Levý pochod. Melodrama pro recitátora a orchestr (1960)
- op.9 Hej Ivane, hej! Pro smíšený sbor a orchestr (1961)
- op.10 Trio pro housle, violoncello a klavír (1961)
- op.11a Amoroso pro kytaru a malý orchestr (1961)
- op.11b Adagio pro kytaru a malý orchestr (1961) (také verze pro kytaru a smyčc. kvarteto)
- op.11c Bagatela pro kytaru a malý orchestr (1961)
- op.11d Scherzo pro kytaru a malý orchestr (1961)
- op.12 Koncert č. 2 pro kytaru a orchestr (1962)
- op.12a Divertimento pro kytaru a dechový ansámbl (1961)
- op.13 Sonáta pro kytaru (1962)
- op.14 Kvartet pro kytaru, flétnu, housle a violoncello (1963)
- op.15 Tři bagately pro kytaru (1962)
- op.16 Zatíchol dom, ženský sbor (1963)
- op.17 Sonatina pro housle a kytaru (1963) (též orchestrální verze "Ouvertura" 1963)
- op.18 Sonatina semplice, pro flétnu a kytaru (1963)
- op.19 Tři mužské sbory (1965)
- op.20 Koncert č. 3 pro kytaru a orchestr (1964)
- op.21 Jeremiášův pláč. Kantáta pro alt, baryton, smíšený sbor a orchestr (1964)
- op.22 Koncert pro housle a orchestr (1965)
- op.23 Psík hlupáčik. Opera pro děti (1966)
- op.24 Sonáta pro akordeon (1967)
- op.25 Kvintet pro kytaru a smyčcové kvarteto (1968)
- op.26 Scherzo pro akordeon a smyčcové kvarteto (1968) (též pro smyčc. orchestr)
- op.27 Sonáta pro housle a klavír (1968)
- op.28 Concerto Grosso pro flétnu, kytaru a smyčce (1968)
- op.29 Fantasie pro kytaru (1969)
- op.30 Tryzna, pro recitátora a symfonický orchestr (1969)
- op.31 Sonata č. 2 "Hommage à Apollo 8" pro kytaru (1969)
- op.32 Tricinie. Trio pro housle, kytaru a akordeon (1969)
- op.33 Deštivé obrazy. Cyklus písní pro alt a kytaru (1969)
- op.34 Preludio e corale pro akordeon (1969) (též verze pro dechový soubor 1970)
- op.35 Mozaika pro akordeon (1969) (též verze pro dechové kvinteto 1969)
- op.36 Kontroverze, pro kytaru a akordeon (1970)
- op.37 Tetraorganon, pro flétnu, basklarinet, cembalo a bicí (1971)
- op.38 Tři věty pro kytaru a cembalo (1972)
- op.39 Exprese, pro housle, lesní roh a klavír (1972)
- op.40 Zrůdnosti. Symfonie pro velký orchestr (1972, rev. 1980)
- op.41 Tristichon, pro dva akordeony (1973)
- op.42 Minicyklus "Denní období" pro čtyři kytary (1973)
- op.43 Grashalme (Stébla). Suita pro dvě kytary (1974, rev. 1986 a 2002)
- op.44 Dvě skladby pro kytaru (1974)
- op.45 Konverzace, flétny a kytary s orchestrem (1974, rev. 1978)
- op.46 Interludia, pro akordeon (1975)
- op.47 Formace, pro akordeon a orchestr (1975)
- op.48 Skizzy, pro kytaru a akordeon (1975)
- op.49 Obrazy, pro violoncello a kytaru (1977)
- op.49a Obrazy, pro housle a kytaru (1977, rev. 1996)
- op.50 Charakteristiky, pro čtyři kytary (1977)
- op.51 Strofy, pro tři basetové rohy (1979)
- op.52 Kinderkarneval. Cyklus přednesových skladeb pro kytaru (1978 rev. 2002)
- op.53 Duettina, pro dva elektronické nebo akustické akordeony (1979)
- op.54 Listy z Bad Kreuzenu (Blätter aus Bad Kreuzen), pro dvě flétny (1981)
- op.55 Lístek do památníku (Albumblatt), pro dvě flétny (1981)
- op.56 Erinnerungen an Stoffen (Vzpomínky na Stoffen), pro flétnu a kytaru (1981)
- op.57 Sonatina folkloristica, pro flétnu a kytaru (1981, rev. 1986)
- op.57a Danza latina, pro flétnu a akordeon (1981)
- op.59 Bad Kreuzenské idylky, pro sólovou kytaru (1981)
- op.60 Linecké monology, pro akordeon (1982)
- op.61 Perger sonatine, pro akordeon (1984)
- op.61a Perger suite, pro akordeon (1984)
- op.62 Sonatina pro dvoje housle (1983)
- op.63 Drei weihnachtschöre, pro smíšený sbor (1985)
- op.63a Der Perzemartel, pro smíšený sbor (1983)
- op.64 Bagatela, pro akordeon (1983)
- op.65 Weihnachts suite, pro kytaru (1984)
- op.66 Čtyři humoresky, pro akordeonový soubor a kontrabas (1983)
- op.67 Expirationen (Výdechy), pro flétnu a akordeon (1984)
- op.68 Čtyři kusy pro čtyři kytary (1984)
- op.69 Geometrische Begriffe. Útvary pro dva elektronické akordeony (1985)
- op.70 Triptychon, pro kytaru, akordeon a bicí (1986)
- op.71 Partita pro housle a kytaru (1986)
- op.72 Ad libitum, pro čtyři kytary (1986)
- op.73 Eisenbahn (Vlaky), pro akordeon (1986)
- op.74 Sonata pro dvoje housle (1986)
- op.75 Lamentationes Jeremiae, pro smíšený sbor a smyčce (1987)
- op.76 Résonances, pro violu, vibrafon a akordeon (1987)
- op.77 Psalm 130, pro smíšený sbor (1987)
- op.78 Psalm 42, pro soprán, alt, baryton a deset nástrojů (1987)
- op.79 Sonata traditionale, pro housle a klavír (1989)
- op.80 La joie perdue, pro kytaru (1989)
- op.81 La joie retrouvée, pro kytaru a kontrabas (1989)
- op.82 Souvenir (Vzpomínka na zámek Weinberg), pro marimbu a kytaru (1989)
- op.82a Strimpelando, pro mandolínu a kytaru (1997)
- op.83 Chromatropie, pro kytarové trio (1989)
- op.83a Čtyři miniatury pro lesní roh a kytaru (1989)
- op.84 Mutationen. Cyklus pro akordeonový ansábl (1990)
- op.85 Budweiser Elegien. Cyklus pro violoncello a kytaru (1991)
- op.86 Les jeux (Spiele), pro flétnu, hoboj, lesní roh, violoncello a kytaru (1991)
- op.87 Drei Lieder, pro mezzosoprán a kytaru (1994)
- op.88 Drei Schweinchen (Tři prasátka). Opera pro děti (1995, rev. 2002)
- op.88a Mattinata (z opery Tři prasátka), pro velký orchestr (1995)
- op.88b Tanzchen (z opery Tři prasátka), pro akordeonový kvartet (2003)
- op.88c Mattinata (z opery Tři prasátka), pro akordeonový kvartet (2004)
- op.89 Canzoneta semplice, pro tři akordeony (1982) (též verze pro čtyři kytary)
- op.89a Čtyři canzonetty pro akordeonový soubor (1995)
- op.90 Berner brunner, (Bernské studny) trio, pro kytaru, flétnu a housle (1996)
- op.90a Romantisches trio, pro flétnu, violu a kytaru (1953, rev. 1995 a 2001)
- op.91 Árie pro čtyři flétny (1996)
- op.92 Mattinata, pro malý orchestr (1997) (předehra 3. aktu opery op.88)
- op.93 Pentagraphe, pro žesťový kvintet (1996)
- op.94 Bad Haller Romanze, pro malý orchestr (1998)
- op.95 La Symbiose. Cyklus pro kytaru a akordeon (1996)
- op.96 Le violon chantante. Koncert pro housle a orchestr (1998)
- op.97 Sonatina pro tubu a kytaru (1997)
- op.98 Introdukce pro tři kytary (1997)
- op.99 Tempre, pro akordeon a kytaru (1998)
- op.100 Movimento, pro flétnu a kytaru (1998, rev. 2002)
- op.101 Lieder aus dem Almanach, pro ženský sbor (1998)
- op.102 Alishas erste Stücke, pro flétnu a kytaru (1998)
- op.102a Album pro Katku, pro flétnu a klavír (1983, rev. 1998)
- op.103 Albumblatt für Alisha, pro housle a klavír (1998)
- op.104 Dialog pro kytaru a hackbrett (1999)
- op.105 Malé trio pro tři kytary (1999)
- op.106 Scherzi, pro foukací harmoniku a kytaru (2000)
- op.107 Duo pro hackbrett a kytaru (2000)
- op.107a Kerzengesänge. Cyklus pro smíšený sbor (1999)
- op.108 Danke. Kantáta pro tenor, smíšený sbor, marimbu, tympány a klavír (1999)
- op.109 Sentence (Sentenzen), pro akordeon a smyčcový kvartet (2002)
- op.110 Bruckenmusic. Kantáta pro smíšený sbor a orchestr (2002)
- op.110a Ballabile, pro akordeon, housle, violu, violoncello a bicí (2000)
- op.110b Tanz szene, pro akordeon, housle, violu, violoncello a bicí (2000)
- op.111 Lob der Triole, pro čtyři trubky (2002)
- op.112 Kleine suite, pro tři trubky (2002)
- op.114 Anklänge zu Andersen, pro kytaru (2003)
- op.115 Klassisches trio, pro flétnu, housle a kytaru (2004)
- op.117 Formule 1. Suita pro akordeon (2004)
- op.118 Tucet koled pro kytaru (2004)
- op.123 Grotesker tanz, pro flétnu a klavír (2004)
- op.125 Badener suite, pro malý orchestr (2005)
- op.127 Tiere auf dem Bauernhof. Suita pro akordeon (2005)
- op.128 Katzen music. Suita pro akordeon (2005)
- op.130 Vier Stückchen, pro akordeon (2006)
- op.132 Albumblatterl, pro kytaru a kontrabas (2006)
- op.133 Liebes von Dalibor. Cyklus pro tenor a klavír (2006)
- op.134 Dionysos suite, pro hoboj a kytaru (2006)
- op.135 Amoratisches. Cyklus pro baryton a kytaru (2006)

## Instruktivní skladby
- Věčná píseň. Orchestrální impromptu pro velký orchestr a smíšený sbor (1947)
- Sonatina Lacrimosa, klavírní trio pro smyčcový kvartet a klavír (1947)
- Suita pro fagot a klavír (1949)
- Koncert pro pozoun s doprovodem orchestru (1951)
- Dvě skladby pro housle a kytaru (1952)
- Romance pro violoncello a orchestr (1952)
- Romance pro violoncello a klavír (1952)
- Obrázky ze Slovenska. Variační suita pro housle, dva klarinety a fagot
- Májová píseň. Symfonická poema pro orchestr (1952)
- Nemá kocour pořád posvícení. Scénická hudba pro malý orchestr
- Exodus. Symfonická poéma
- Koncert pro flétnu, kytaru a velký orchestr
- Miniaturní sonáta pro smyčcový kvartet
- Klavírní sonáta (1954)
- Smyčcový kvartet (1954)
- Suita pro flétnu a kytaru (1954)
- Druhá suita pro flétnu a kytaru
- Impromptu pro kytaru (1956)
- Dvě etudy pro sólovou kytaru
- Tanečnice, Cínový vojáček. Skladby pro sólovou kytaru (1977)
- Písně svobodné Kuby. Třicet písní s kytarou (1976)
- Padesát lidových písní pro kytaru (1977)
- Instruktivní skladby pro kytaru (1979)
- Suita pro Iva, pro klavír (1971) (též v úpravě pro akordeon)
- Rondo pro tři kytary (1982)
- Weihnachtspastorale pro kytaru (1983)
- Weihnachtslieder pro kytaru (1983)
- Pohled z Oslo (Ansichtskarten aus Oslo). Cyklus skladeb pro akordeon (1983)
- Romance pro Stefani pro housle a klavír (1984)
- Album pro Katku, pro flétnu a housle (1985)
- Perger Suite, pro akordeon (1985)
- Bad Kreuzen March, pro symfonický orchestr (1986)
- Perger March, pro dechový orchestr (1986)
- Diskurs, pro tubu a akordeon (1987)
- Romance pro Brigittu, pro violoncello, klavír a alt.flétnu (1988)
- Romance pro Pabla, pro housle a kytaru (1989)
- Du bist mein Mond, pro soprán a klavír na text Friedricha Rückerta (1989)
- Vzpomínka na Bad Hall, pro flétnu a klarinet (1990)
- Buďišovské variace, pro smyčcový kvartet
- Hry skotačivé, pro flétnu, hoboj, kornet, violoncello a kytaru
- Pět Elegií, pro violoncello a kytaru (1991)
- Scherzo a Bagatela pro flétnu, kytaru, cembalo a malý orchestr (1992)
- Erste Duos. Cyklus pro kytarové duo (1995)
- Instruktivní trio, pro 3 kytary
- Bárka do Caparnaum. Písně pro tenor a klavír na text Sidomie Dědinové
- Kantáta mrtvým, pro smíšený sbor, bariton a klavír
- Skizzy ke Claramelita, pro klarinet a kytaru
- Kerry dance. Belettstücke
- Duo pro hackbrett (2000)
- Visionen pro malý orchestr (2004)

## Interpreti
- Dvě skladby pro housle a kytaru op.74 Duo 46 - Matt Gould (kytara), Beth Ilana Schneider (housle) na albu FM1: Homage to the 50’s (2002).
- Sonáta pro dvě kytary op.7 Czech guitar duo - Jana Bierhanzlová, Petr Bierhanzl na albu European guitar duets (Šárka Records 1998).
- Scherzo pro kytaru a malý orchestr op.11d Grenzland Zupforchester - Birgit Schwab (kytara), Jo op ten Berg (flétna), Win op ten Berg (cembalo) na albu Begegnungen (Aachen 1997).
- Sonatina semplice pro flétnu a kytaru op.18 Linz Trio, Karel Fleischlinger (kytara), Susanne Oehler (flétna) na albu Duos & Trios (Studium Principum, Praha 2001).
- Sonáta pro kytaru č.2 "Hommage à Apollo 8" op.31 Christian Haimel na albu Classical guitar (Buzo records, Enns 2008).
- Kontroverse pro kytaru a akordeon op.36 Duo Accordeon Guitare - Christine Bonnay (akordeon) Philippe Loli (kytara) na albu Nouvelle Musique (Beausoleil 1991).
- Drei weihnachtschöre op.63 Die lautmaler - Josef Waidhofer (Buzo records 1999).
- Romantické trio pro flétnu, violu a kytaru op.90a Trio da capo - Urs Peter Salm (flétna), Maurice Dentanm (housle) a Ursus Gerber (kytara) (Radiostudio Bern 1996).
- Berner brunnen trio pro kytaru, flétnu a housle op.90 Trio da capo - Urs Peter Salm (flétna), Maurice Dentanm (housle) a Ursus Gerber (kytara) (Radiostudio Bern 1996).
- Album pro Katku v úpravě pro housle flétnu a kytaru op.102 Trio da capo - Urs Peter Salm (flétna), Maurice Dentanm (housle) a Ursus Gerber (kytara) (Radiostudio Bern 1996).